# Sylwester Maciejewski
Sylwester Maciejewski (sinh ngày 10 tháng 7 năm 1955 tại Żyrardów) là một diễn viên người Ba Lan.
Sylwester Maciejewski tốt nghiệp Học viện nghệ thuật sân khấu quốc gia Aleksander Zelwerowicz ở Warsaw vào năm 1978. Vợ ông là Barbara có cộng tác với Nhà hát lớn ở Warsaw.

## Thành tích nghệ thuật
- Sprawiedliwi.... Piatek (phim truyền hình, 2 tập, 2010)
- Ranczo.... Solejuk (phim truyền hình, 41 tập, 2006–2009, 2011–2016)
- Ranczo Wilkowyje (2007).... Solejuk
- Twarzą w twarz  (phim truyền hình, 1 tập, 2007)
- Rys (2007).... Kutyna
- Plebania.... Stefan Martyniuk (phim truyền hình, 22 tập, 2003–2006)
- Boża podszewka. Część druga (2005) (phim truyền hình)
- Skazany na bluesa (2005)
- Stranger (2004)
- Ławeczka (2004).... Stefan
- Stara baśn. Kiedy słońce było bogiem (2003).... Bumir
- Na dobre i na zle.... Master (phim truyền hình, 2 tập, 2003)
- Superprodukcja (2003).... Bergman
- Sfora (2002) (phim truyền hình).... Górko
- Wiedźmin (2002) (phim truyền hình).... Wójt
- Kariera Nikosia Dyzmy (2002)
- Money Is Not Everything (2001).... Maślanka
- Wielkie rzeczy: Gra (2000) (phim truyền hình)
- I'm Looking at You, Mary (2000) (phim truyền hình)
- Miasteczko (2000).... Antoni (phim truyền hình)
- Love Me and Do Whatever You Want (1998).... Jordan
- 13 posterunek.... Urban Guardian (phim truyền hình, 1 tập, 1998)
- Pestka (1995)
- Calls Controlled (1991)
- Panny i wdowy (1991)
- Po upadku. Sceny z życia nomenklatury (1990).... Uczestnik Polowania
- Zmowa (1990) (phim truyền hình).... Bogusław Witkowski
- Zabić na koncu (1990)
- Dekalog (1 tập, 1990)
- Opowieść Harleya (1988)
- Weryfikacja (1987).... Người chơi bài
- Brawo mistrzu (1987) (phim truyền hình)
- Alternatywy 4.... Bridegroom (phim truyền hình, 1 tập, 1986)
- Siekierezada (1986)
- Cuckoo in a Dark Forest (1986).... Knopke, SS-man
- Dlużnicy śmierci (1986).... Chlop
- Miłość z listy przebojów (1985)
- 07 zgloś się.... Militiaman (phim truyền hình, 1 tập, 1984)
- Kasztelanka (1983) (phim truyền hình).... Pastuch Stasiek
- Konopielka (1982)
- Śpiewy po rosie (1982).... Bronek
- Białe tango.... Edward Radziejewski (phim truyền hình, 1 tập, 1981)

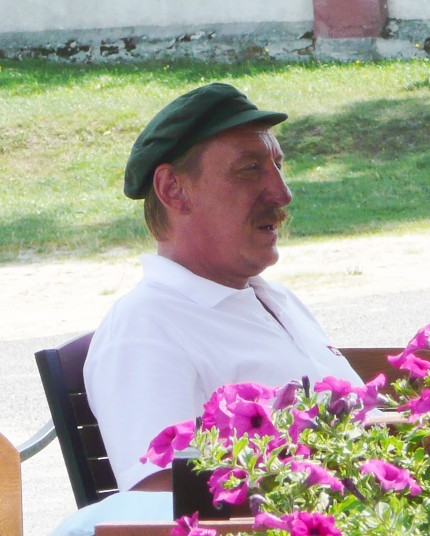
Sylwester Maciejewski khi đang quay phim Ranczo Wilkowyje vào năm 2007

- Bez znieczulenia (1978)

### Lồng tiếng Ba Lan
- 2009: The Courageous Heart of Irena Sendler.... Peter
- 2008: Speed Racer
- 2007: TMNT
- 2007: Ratatouille.... Larousse
- 2006: Cars.... Mack
- 2005: Herbie: Fully Loaded.... Tài xế
- 2005: Inspector Gadget
- 2003: Finding Nemo
- 2002: Camelot.... Vua Arthur
- 2000: Help! I'm a Fish.... Shark
- 2000: Planescape: Torment
- 1999: Król sokołów
- 1997: Pokémon
- 1987–1990: DuckTales
- 1985: The 13 Ghosts of Scooby-Doo
- 1983: Looney Tunes.... Foghorn Leghorn
- 1973: The Mad Adventures of Rabbi Jacob
- 1972–1973: The New Scooby-Doo Movies